# Erhard Wolfaardt
Erhard Wolfaardt, né le 12 avril 1983 à Bloemfontein en Afrique du Sud est un triathlète professionnel sud-africain, triple champion d'Afrique de triathlon (2006, 2009 et 2010).

## Biographie
Erhard Wolfaardt, scientifique du sport de Potchefstroom, remporte la médaille d'or des Jeux africains de 2011 à Maputo.

## Palmarès
Le tableau présente les résultats les plus significatifs (podium) obtenus sur le circuit international de triathlon depuis 2006,.
| Année | Compétition                            | Pays           | Position          | Temps           |
| ----- | -------------------------------------- | -------------- | ----------------- | --------------- |
| 2011  | Jeux africains                         | Mozambique     | Médaille d'or     | 0 h 58 min 30 s |
| 2011  | Coupe d'Afrique - l'étape de Pretoria  | Afrique du Sud | Médaille d'or     | 1 h 53 min 47 s |
| 2011  | Coupe d'Afrique - l'étape de Troutbeck | Zimbabwe       | Médaille d'or     | 2 h 3 min 22 s  |
| 2010  | Coupe d'Afrique - l'étape de Troutbeck | Zimbabwe       | Médaille d'or     | 2 h 5 min 59 s  |
| 2010  | Championnats d'Afrique de triathlon    | Afrique du Sud | Médaille d'or     | 1 h 55 min 55 s |
| 2009  | Coupe d'Afrique - l'étape de Pretoria  | Afrique du Sud | Médaille d'argent | 2 h 5 min 29 s  |
| 2009  | Championnats d'Afrique de triathlon    | Afrique du Sud | Médaille d'or     | 1 h 51 min 13 s |
| 2008  | Championnats d'Afrique de triathlon    | Tunisie        | Médaille d'argent | 1 h 51 min 3 s  |
| 2006  | Coupe d'Afrique - l'étape de Mariental | Namibie        | Médaille d'or     | 2 h 2 min 26 s  |
| 2006  | Coupe d'Europe - l'étape de Holden     | Pays-Bas       | Médaille d'argent | 1 h 54 min 32 s |
| 2006  | Championnats d'Afrique de triathlon    | Zimbabwe       | Médaille d'or     | 2 h 8 min 36 s  |